# Église orthodoxe vieille-calendariste de Roumanie

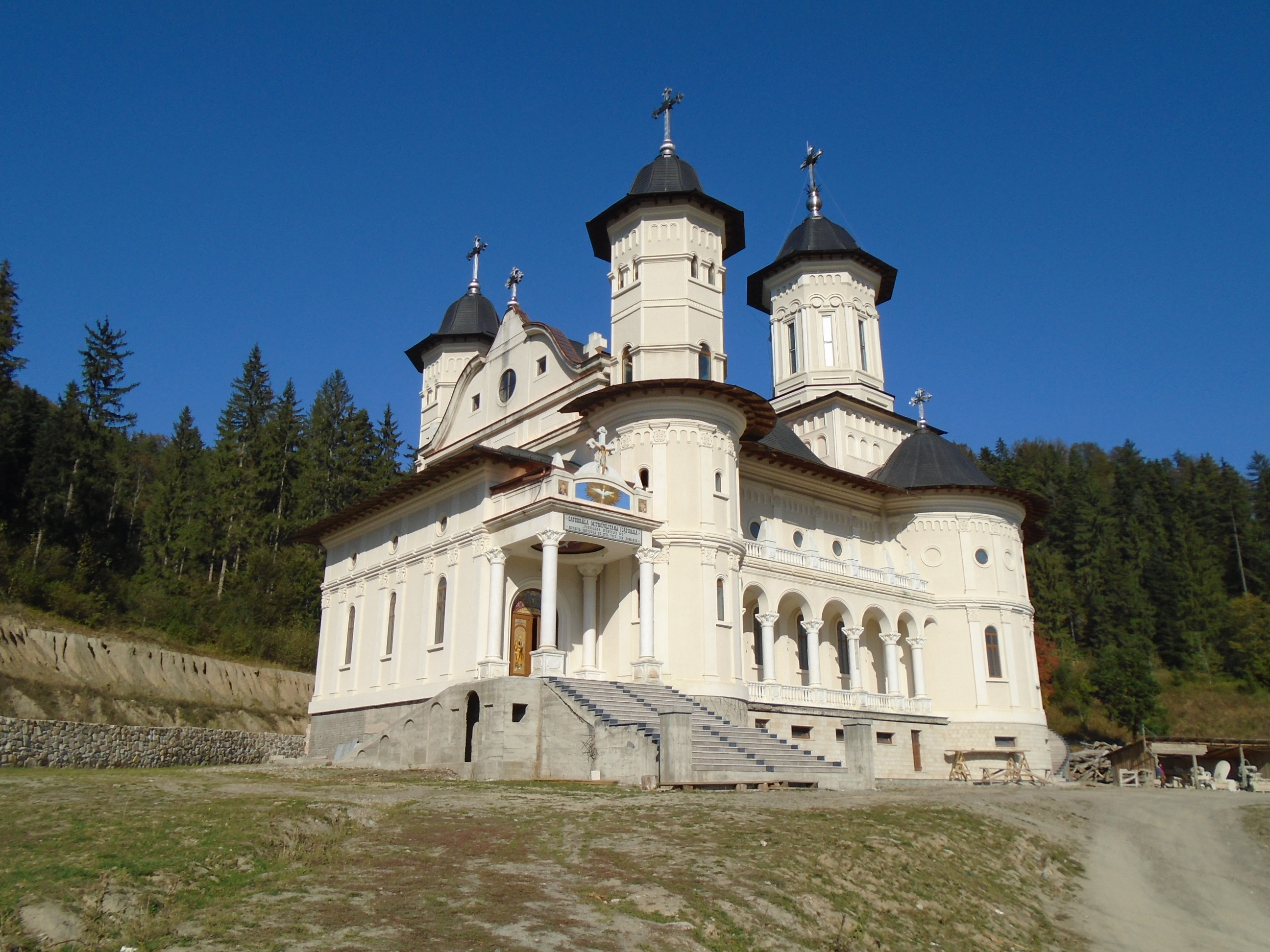
Cathédrale métropolitaine de l'Église orthodoxe du Vieux-Calendrier de Roumanie.

L'Église orthodoxe vieille-calendariste de Roumanie ou Église orthodoxe du Vieux-Calendrier de Roumanie est une Église orthodoxe vieille-calendariste et traditionaliste née d'un schisme de l'Église orthodoxe roumaine. 
Le primat de l'Église porte le titre d'Archevêque et Métropolite de l'Église du Vieux-Calendrier de Roumanie, avec résidence au monastère de Slătioara situé dans la localité de Râșca, dans le județ de Suceava (titulaire actuel : Vlasie (Mogârzan) depuis 1992).

## Liste des primats
- Galaction Cordun (ro) (13 avril 1955-1956)
- Glicherie Tănase (ro) (1956-1985)
- Silvestru Onofrei (ro) (1985-avril 1992)
- Vlasie Mogârzan (ro) (1992-7 février 2022)
- Demosten Ioniță (ro) (7 février 2022)

## Relations avec les autres Églises
Du 23 mars 2014, une unité de Foi est déclarée avec l'Église orthodoxe russe hors frontières - Autorité suprême provisoire de l'Église, ainsi que l'Église des vrais chrétiens orthodoxes de Grèce - Synode chrysostomite jusqu'en mai 2022.